# Компанець Юрій Миколайович
Юрій Миколайович Компане́ць (нар. 13 лютого 1965, Київ) — український художник; член Спілки художників України з 1992 року.

## Біографія
Народився 13 лютого 1965 року в місті Києві (нині Україна); син художника Миколи Компанця. 1991 року закінчив Київський художній інститут, де навчався у Вілена Чеканюка, Миколи Стороженка.
Мешкає у Києві в будинку на Русанівській набережній, № 6.

## Творчість
Працює у галузях станкового і монументального живопису. Серед робіт:
монументальні роботи
- розпис актового залу Республіканської художньої середньої школи імені Тараса Шевченка у Києві (1992)[1];
- розпис Церкви святого Вознесіння на Байковому кладовищі у Києві (1993—1994);

живопис
- «Трійця» (1991);
- «Народження світу» (1992);
- «Навіщо» (1993);
- «Дерево життя» (1995);
- «У полоні» (1996).

Бере участь у всеукраїнських мистецьких виставках з 1990 року. Персональна виставка відбулася у Києві у 1995 році. 
Деякі роботи зберігаються у Національний художній музей України у Києві.